# NGC 5261
NGC 5261 (również PGC 48360) – galaktyka spiralna (S), znajdująca się w gwiazdozbiorze Panny. Odkrył ją John Herschel 17 kwietnia 1830 roku.